# Диян Първанов
Диян Първанов е бивш футболист, нападател.
Играл е за Светкавица (Търговище) от 1985 до есента на 1998 г. В Б група е изиграл 288 мача и е отбелязал 43 гола. Има 17 мача за младежкия национален тим, в които е отбелязал 3 гола. За А националния отбор е изиграл 2 мача.

## Статистика по сезони
- Светкавица – 1984/85 – Б РФГ, 9 мача/1 гол
- Светкавица – 1985/86 – Б РФГ, 23/2
- Светкавица – 1986/87 – Б РФГ, 27/2
- Светкавица – 1987/88 – В РФГ, 26/5
- Светкавица – 1988/89 – В РФГ, 28/7
- Светкавица – 1989/90 – Б РФГ, 35/6
- Светкавица – 1990/91 – Б РФГ, 32/4
- Светкавица – 1991/92 – Б РФГ, 37/3
- Светкавица – 1992/93 – Б РФГ, 36/5
- Светкавица – 1993/94 – Б РФГ, 25/3
- Светкавица – 1994/95 – Б РФГ, 29/4
- Светкавица – 1995/96 – В РФГ, 25/12
- Светкавица – 1996/97 – В РФГ, 27/15
- Светкавица – 1997/98 – Б РФГ, 26/11
- Светкавица – 1998/ес. - Б РФГ, 9/2